# Coupe Saporta de basket-ball
La Coupe des Coupes était une compétition de basket-ball mettant aux prises des clubs européens. De son origine en 1967 à 1991, elle était réservée aux clubs vainqueurs de leur coupe nationale l'année précédente.
Elle prend ensuite plusieurs dénominations différentes, dont la dernière Coupe Saporta en l’honneur de Raimundo Saporta, ancien dirigeant du Real Madrid et de la FIBA.
La Coupe Saporta fusionne en 2002 avec la Coupe Korać pour devenir la Coupe ULEB de basket-ball.

## Palmarès
| N°               | Édition          | Vainqueur                | Score                 | Finaliste                | Lieu de la finale                                          | Affluence        |
| Coupe des coupes | Coupe des coupes | Coupe des coupes         | Coupe des coupes      | Coupe des coupes         | Coupe des coupes                                           | Coupe des coupes |
| ---------------- | ---------------- | ------------------------ | --------------------- | ------------------------ | ---------------------------------------------------------- | ---------------- |
| 1                | 1967             | Pallacanestro Varèse     | 77-67, 67-68          | Maccabi Tel-Aviv         | Palasport Lino Oldrini (Varèse), Yad Eliyahu (Tel-Aviv)    | 5 000, 5 500     |
| 2                | 1968             | AEK Athènes              | 89-82                 | USK Prague               | Stade panathénaïque (Athènes)                              | 65 000           |
| 3                | 1969             | USK Prague               | 80-74                 | Dinamo Tbilissi          | Wiener Stadthalle (Vienne)                                 | 3 000            |
| 4                | 1970             | Partenope Naples         | 60-64, 87-65          | JA Vichy                 | Salle des Ailes (Vichy), Palasport di Fuorigrotta (Naples) | 2 100, 12 000    |
| 5                | 1971             | Simmenthal Milan         | 56-66, 71-52          | Spartak Leningrad        | Armija Devorets (Leningrad), PalaLido (Milan)              | 4 000, 5 000     |
| 6                | 1972             | Simmenthal Milan         | 74-70                 | Étoile rouge de Belgrade | Alexandreio Melathron (Thessalonique)                      | 8 000            |
| 7                | 1973             | Spartak Leningrad        | 77-62                 | KK Split                 | Alexandreio Melathron (Thessalonique)                      | 5 500            |
| 8                | 1974             | Étoile rouge de Belgrade | 86-75                 | BVV Brno                 | PalaCarnera (Udine)                                        | ?                |
| 9                | 1975             | Spartak Leningrad        | 63-62                 | Étoile rouge Belgrade    | Palais des sports de Beaulieu (Nantes)                     | 3 500            |
| 10               | 1976             | Cinzano Milan            | 88-83                 | ASPO Tours               | PalaRuffini (Turin)                                        | 6 500            |
| 11               | 1977             | Pallacanestro Cantù      | 87-86                 | Radnički Belgrade        | Palau d'Esports Son Moix (Palma de Majorque)               | 5 000            |
| 12               | 1978             | Pallacanestro Cantù      | 84-82                 | Virtus Bologne           | PalaLido (Milan)                                           | 5 500            |
| 13               | 1979             | Pallacanestro Cantù      | 83-73                 | Den Bosch Basketball     | SRC Veli Jože (Poreč)                                      | 1 500            |
| 14               | 1980             | Pallacanestro Varèse     | 82-82, 90-88 (ap)     | Pallacanestro Cantù      | Palasport di San Siro (Milan)                              | 10 000           |
| 15               | 1981             | Pallacanestro Cantù      | 86-82                 | FC Barcelone             | PalaLottomatica (Rome)                                     | 10 000           |
| 16               | 1982             | Cibona Zagreb            | 88-88, 96-95 (ap)     | Real Madrid              | Salle Henri Simonet (Bruxelles)                            | 3 500            |
| 17               | 1983             | VL Pesaro                | 111-99                | AS Villeurbanne-Lyon     | Palacio Municipal de Deportes (Palma de Majorque)          | 4 000            |
| 18               | 1984             | Real Madrid              | 82-81                 | Simac Milan              | Stedelijk Sportcentrum (Ostende)                           | 2 500            |
| 19               | 1985             | FC Barcelone             | 77-73                 | Žalgiris Kaunas          | Palais des Sports (Grenoble)                               | 7 000            |
| 20               | 1986             | FC Barcelone             | 101-86                | VL Pesaro                | PalaMaggiò (Caserte)                                       | 7 000            |
| 21               | 1987             | Cibona Zagreb            | 89-74                 | VL Pesaro                | SPENS (Novi Sad)                                           | 10 000           |
| 22               | 1988             | CSP Limoges              | 86-86, 96-89 (ap)     | Joventut Badalone        | Palais des Sports (Grenoble)                               | 9 000            |
| 23               | 1989             | Real Madrid              | 102-102, 119-113 (ap) | Juventus Caserta         | Stade de la Paix et de l'Amitié (Athènes)                  | 12 000           |
| 24               | 1990             | Virtus Bologne           | 79-74                 | Real Madrid              | PalaGiglio (Florence)                                      | 7 000            |
| 25               | 1991             | PAOK Salonique           | 76-72                 | CB Saragosse             | Patinoire des Vernets (Genève)                             | 7 700            |
| Coupe d'Europe   |                  |                          |                       |                          |                                                            |                  |
| 26               | 1992             | Real Madrid              | 65-63                 | PAOK Salonique           | Palais des sports de Beaulieu (Nantes)                     | 5 400            |
| 27               | 1993             | Aris Salonique           | 50-48                 | Efes Pilsen İstanbul     | PalaRuffini (Turin)                                        | 7 000            |
| 28               | 1994             | Olimpija Ljubljana       | 91-81                 | Saski Baskonia           | Patinoire de Malley (Lausanne)                             | 5 000            |
| 29               | 1995             | Pallacanestro Trévise    | 94-86                 | Saski Baskonia           | Abdi İpekçi Arena (İstanbul)                               | 6 000            |
| 30               | 1996             | Saski Baskonia           | 88-81                 | PAOK Salonique           | Pavillon Araba (Vitoria-Gasteiz)                           | 5 500            |
| Eurocoupe        |                  |                          |                       |                          |                                                            |                  |
| 31               | 1997             | Real Madrid              | 78-64                 | Scaligera Vérone         | Pavillon Cubierto Eleftheria (Nicosie)                     | 4 000            |
| 32               | 1998             | Žalgiris Kaunas          | 82-67                 | Olimpia Milan            | Halle Pionir (Belgrade)                                    | 6 500            |
| Coupe Saporta    |                  |                          |                       |                          |                                                            |                  |
| 33               | 1999             | Pallacanestro Trévise    | 64-60                 | Valence BC               | Pavillon Príncipe Felipe (Saragosse)                       | 8 500            |
| 34               | 2000             | AEK Athènes              | 83-76                 | Virtus Bologne           | Patinoire de Malley (Lausanne)                             | 6 000            |
| 35               | 2001             | Maroussi Athènes         | 74-72                 | Élan sportif chalonnais  | Halle Torwar (Varsovie)                                    | 3 000            |
| 36               | 2002             | Mens Sana Sienne         | 81-71                 | Valence BC               | Palais des sports de Lyon (Lyon)                           | 6 200            |

## Titre par pays

### Palmarès par nation
| Rang | Nation           | Finales | Finales | Finales |
| Rang | Nation           | Gagnées | Perdues | Total   |
| ---- | ---------------- | ------- | ------- | ------- |
| 1    | Italie           | 15      | 9       | 24      |
| 2    | Espagne          | 7       | 9       | 16      |
| 3    | Grèce            | 5       | 2       | 7       |
| 4    | Yougoslavie      | 3       | 4       | 7       |
| 5    | Union soviétique | 2       | 3       | 5       |
| 6    | France           | 1       | 4       | 5       |
| 7    | Tchécoslovaquie  | 1       | 2       | 3       |
| 8    | Slovénie         | 1       | 0       | 1       |
| 8    | Lituanie         | 1       | 0       | 1       |
| 11   | Israël           | 0       | 1       | 0       |
| 11   | Pays-Bas         | 0       | 1       | 0       |
| 11   | Turquie          | 0       | 1       | 0       |